# UFC Fight Night: Thompson vs. Till
UFC Fight Night: Thompson vs Till (também conhecido como UFC Fight Night 130 ou UFC Liverpool) foi um evento de artes marciais mistas produzido pelo UFC que aconteceu em 27 de maio de 2018, na Echo Arena em Liverpool, Inglaterra.

## Bônus da Noite
Os lutadores receberam $50.000 de bônus
- Luta da Noite: Não houve lutas premiadas.
- Performance da Noite:  Arnold Allen,  Cláudio Silva,  Darren Stewart e  Tom Breese